# Juan Alberto Cruz
Juan Alberto Cruz Murillo (né le 27 février 1959 au Honduras) est un joueur de football international hondurien qui évoluait au poste de milieu de terrain.

## Biographie

### Carrière en club
Juan Alberto Cruz joue avec les clubs du CD Olimpia et du  Broncos UNAH Choluteca.

### Carrière en sélection
Juan Alberto Cruz joue en équipe du Honduras entre 1982 et 1985.
Il figure dans le groupe des sélectionnés lors de la Coupe du monde de 1982. Lors du mondial organisé en Espagne, il joue un match contre la Yougoslavie.